# نیو رم (اوهایو)
نیو رم (به انگلیسی: New Rome) یک منطقهٔ مسکونی در ایالات متحده آمریکا است که در شهرستان فرانکلین، اوهایو واقع شده‌است. نیو رم ۰٫۰۴۴ کیلومتر مربع مساحت و ۶۰ نفر جمعیت دارد و ۲۸۱ متر بالاتر از سطح دریا واقع شده‌است.